# Calcaire corallien

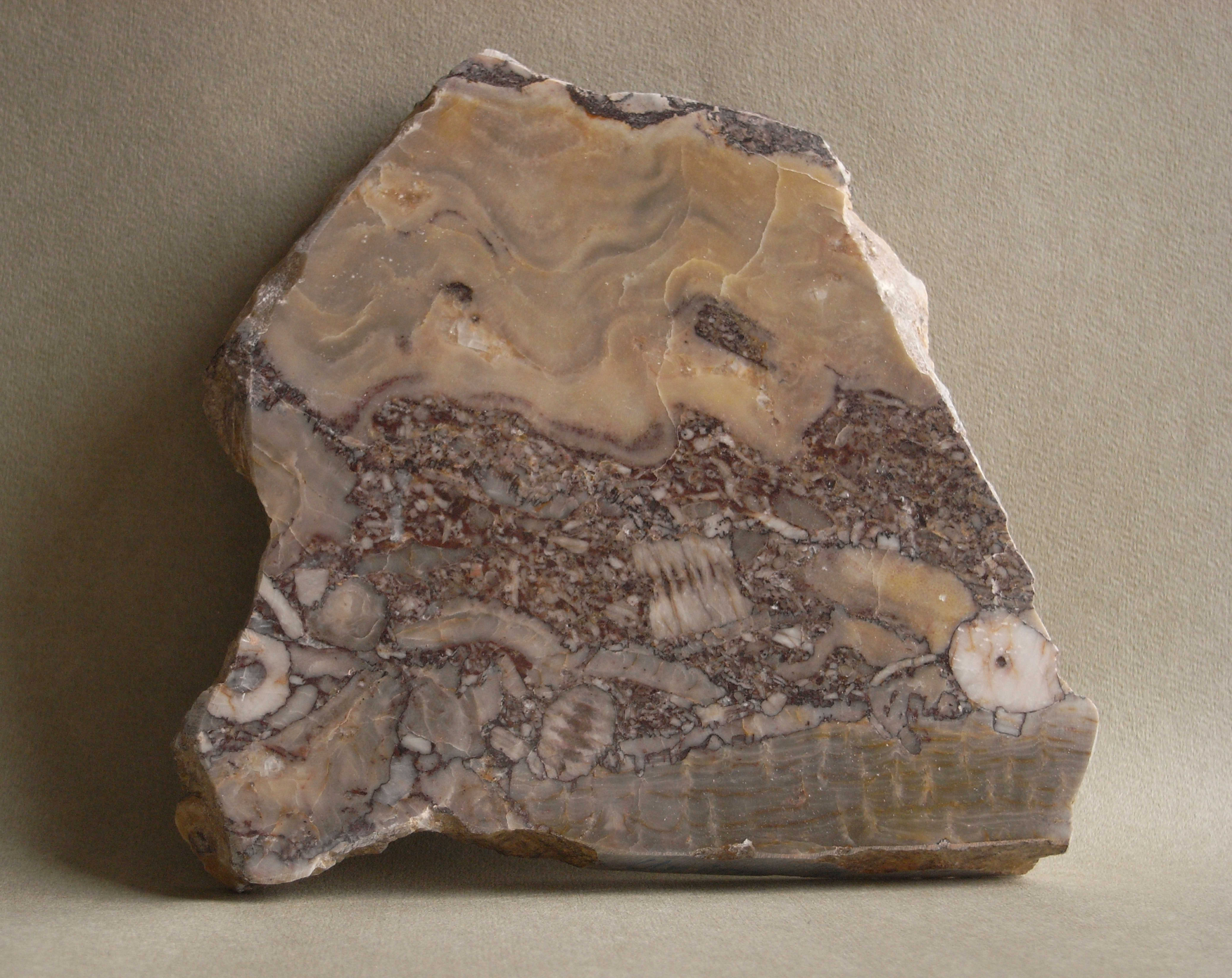
Calcaire corallien, avec en partie supérieure des stromatopores, dont des fragments bioclastiques.

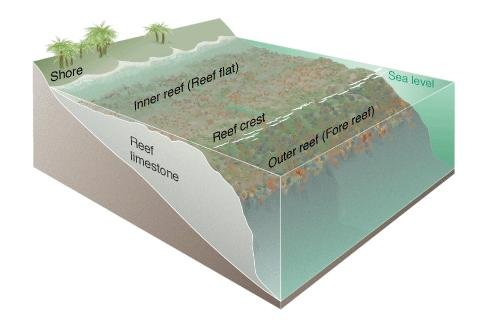
Coupe d'une barrière de corail.

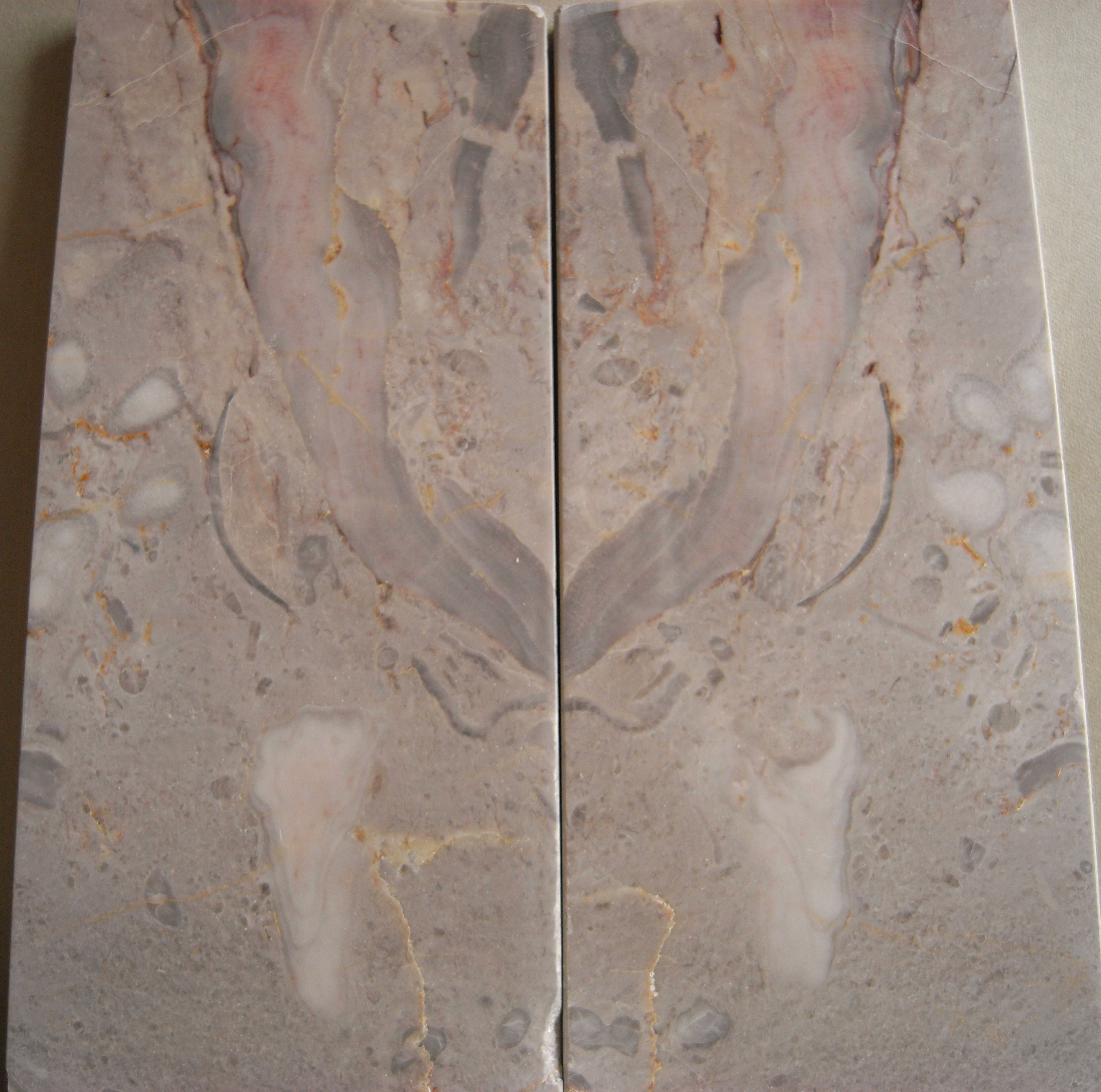
Calcaire corallien avec éclats de coraux et quelques petits fossiles.

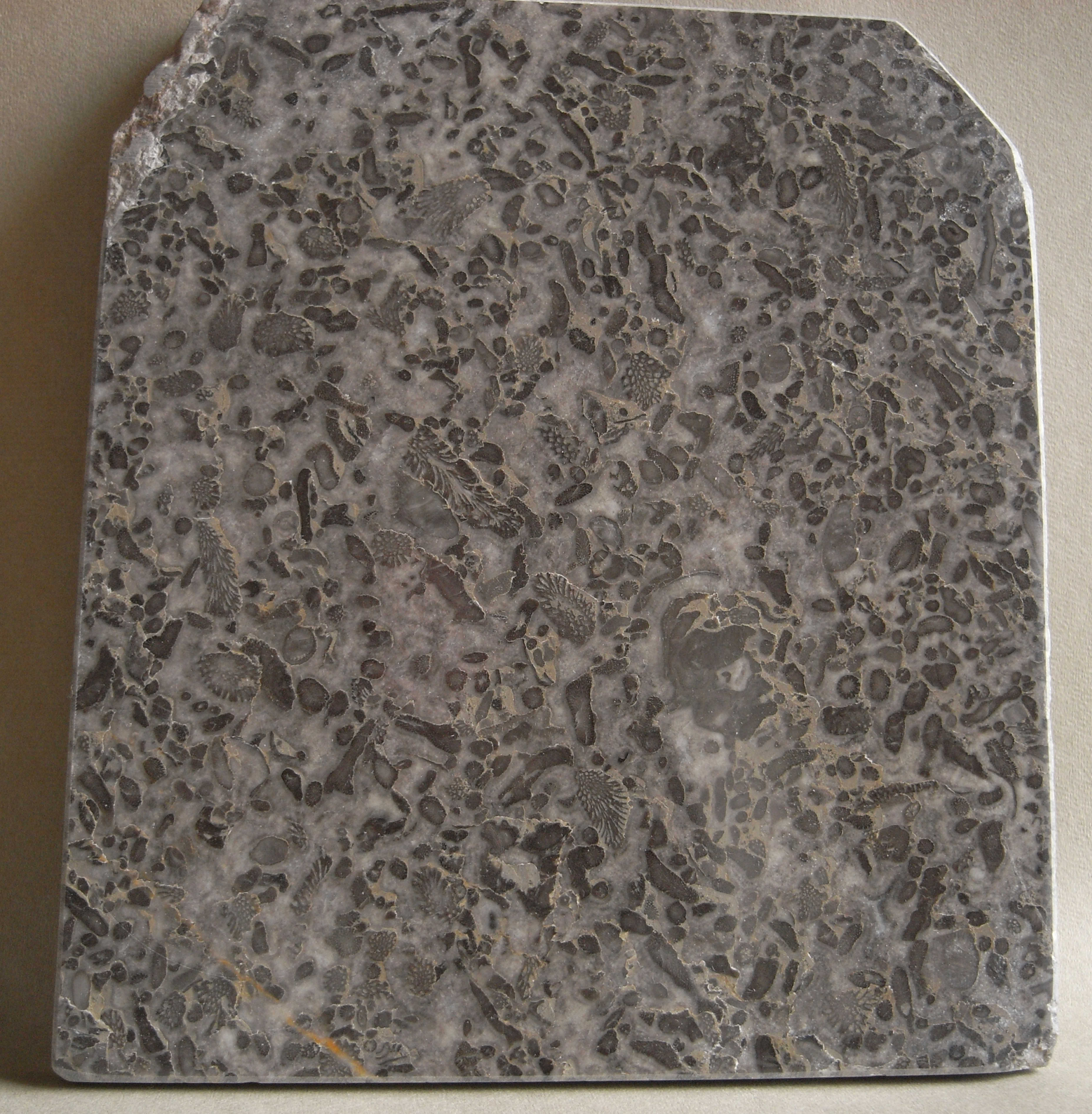
Fragments de coraux dans une plaque de craie.

Le calcaire corallien est une roche sédimentaire calcaire bioconstruite d'origine océanique.
Il naît des concrétions accumulées de coraux, d’éponges de mer et d'autres organismes marins le long des côtes et dans les mers peu profondes.
Les massifs de calcaire corallien sont aujourd'hui surtout produits par les coraux durs. Ces organismes ont la faculté de sécréter du calcaire à leur base. Au fil des millénaires, ils donnent naissance à des récifs hauts de quelques dizaines à plusieurs centaines de mètres. Le calcaire corallien, par action de l’érosion marine ou des séismes, se retrouve aussi sous forme de cailloux (de craie) : souvent, on peut reconnaître sur ces pierres les traces des coraux dont elles sont issues.

## Propriétés et emplois
Le calcaire corallien prend des teintes variées, allant du rougeâtre au noir en passant par les nuances de bruns et de jaunes, et se reconnaît à des alternances de bandes claires et sombres, qui y dessinent des lignes courbes. On les reconnaît aussi à certains détails comme des inclusions en forme de chou-fleur, visibles à la loupe.
Les variétés de calcaires coralliens des massifs anciens sont très disparates du fait de la multiplicité des espèces marines qui leur ont donné naissance. On y décèle des éclats de coraux isolés et des bioclastes faits de branches de Stromatopores et de limaçons de mollusques. Ils se présentent aussi bien sous forme de bloc massif au faciès indifférencié, que sous forme de schistes.
Les calcaires coralliens font de la bonne pierre de taille, et sont aisément façonnables. Aussi les dénomme-t-on parfois (mais improprement!) « marbres », alors qu'ils se rattachent à la famille de la craie. Les calcaires coralliens polis sont utilisés par les architectes en placage intérieur, en dallage de sol ou pour faire des escaliers. Leurs fondus de couleur ont très souvent inspiré les artistes.
Comme les autres roches calcaires, les calcaires coralliens sont employés aussi comme fondant en sidérurgie, ou dans la fabrication du ciment.
Les calcaires coralliens se présentent parfois en massif compact ou en lits rocheux épais et étirés. Tel est le cas du Massif schisteux rhénan : là, du Pays de Berg au Sauerland ainsi que dans le bassin de Lahn-Dill (marbres de la Lahn), les coraux dévoniens de l'Eifel ont produit des litages étendus de craie, exploités en carrières de pierre à bâtir. Les fossiles typiques de ces bancs sont des brachiopodes : Stringocephalus burtini et Uncites gryphus.
D’autres bancs épais de ce calcaire donnent le « relief jurassique », comme le Jura Souabe et le Jura Franconien, ou encore le Trias des Alpes (exemple : les dolomites de Wetterstein).

## Exemples
- calcaires coralliens des Ardennes
- « marbre » de Weinberg, en réalité un conglomérat de calcaire corallien, à Kerpen (...)
- « marbre du cistercien », à Üxheim dans les environs de Gerolstein de l’Eifel (dénomination impropre, puisqu'un calcaire corallien n'est pas du marbre)
- « marbre d’Edelfels » à Diez sur la Lahn (idem, cf. supra)